# British Home Championship

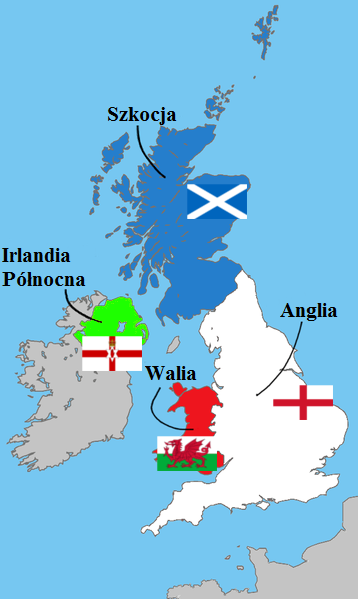
Uczestnicy British Home Championship

British Home Championship (zwany także Home International Championship) – seria turniejów piłkarskich między narodowymi reprezentacjami z Wielkiej Brytanii. Jego pierwszą edycję zorganizowano w 1884 roku. Uczestniczyły w nim cztery reprezentacje: Anglii, Szkocji, Walii i Irlandii. Ostatnia, jak dotąd, edycja turnieju miała miejsce w 1984.

## Historia
Reguły gry w piłkę nożną spisano w 1864 r., a już w 1872 odbył się pierwszy, oficjalny międzypaństwowy mecz między Anglią a Szkocją. Od tego czasu popularność piłki nożnej na Wyspach Brytyjskich systematycznie rosła, a reprezentacje Home Nations grały ze sobą regularne mecze towarzyskie. Jednak, mimo spisania reguł gry, każdy kraj posiadał własne, specyficzne zwyczaje, co znacznie utrudniało rozgrywanie sparingów – kiedy w Anglii jakieś zagranie uważano za przewinienie, w Szkocji było dozwolone. Aby zapobiec takiej sytuacji przedstawiciele czterech brytyjskich federacji spotkali się 6 grudnia 1882 w Manchesterze. Ujednolicono wówczas zasady gry, jednocześnie powołując do życia International Football Association Board, która miała od tej pory rozstrzygać spory dotyczące przepisów. Dodatkowo, podczas tego spotkania przedstawiciele Anglii, Szkocji, Walii i Irlandii postanowili sformalizować mecze między swoimi krajami. Tak narodziły się Brytyjskie Mistrzostwa.
Pierwszą edycję turnieju rozegrano w roku 1884. W pierwszym meczu Szkoci pokonali na wyjeździe Irlandię 5:0. Dobrą passę utrzymali przez całe mistrzostwa i zostali ich pierwszymi zwycięzcami. Kolejne edycje organizowano rokrocznie, aż do 1984, kiedy to federacje uznały, że idea Brytyjskich Mistrzostw straciła sens. Było to spowodowane znaczną stratą znaczenia turnieju, wskutek powstania Mistrzostw Świata i Mistrzostw Europy. Warto nadmienić, że dwie edycje turnieju (1950 i 1954) spełniały role eliminacji do Mistrzostw Świata, a dwie inne (1967 i 1968) były grupą eliminacyjną Mistrzostw Europy '68.
Głównym inicjatorem przerwania rozgrywek o Mistrzostwo Wielkiej Brytanii była Anglia, poparta częściowo przez Szkocję. Anglicy mieli tu na uwadze fakt, że drużyny Home Nations nie są już, jak sto lat wcześniej, najlepsze (bo w zasadzie jedyne) na świecie, i chcieli rozgrywać sparingi z lepszymi rywalami. Innymi przyczynami był wandalizm na spotkaniach (zwłaszcza podczas starć Anglii ze Szkocją) czy konflikt w Irlandii Północnej, który doprowadził do przerwania edycji 1981 roku. Głównie z tych powodów federacje Anglii i Szkocji ogłosiły w 1983 roku, że nie wezmą udziału w dalszych turniejach po 1984 r. Walia i Irlandia Północna nie widziały sensu rozgrywania mistrzostw między dwoma drużynami. Ponieważ ostatni turniej wygrali właśnie reprezentanci Zielonej Wyspy ich kibice żartują często, że Irlandia Północna jest Mistrzem Wielkiej Brytanii.
Anglia i Szkocja po 1984 roku faktycznie zaczęły spotykać się z lepszymi drużynami w ramach Rous Cup (były to głównie reprezentacje południowoamerykańskie), jednak turniej ten nie przetrwał próby czasu i zakończył się ostatecznie w 1989 r.
W późniejszych latach Szkocja, Walia i Irlandia Północna wielokrotnie próbowały wznowić rozgrywki, zawsze jednak na przeszkodzie stawała federacja angielska. Anglicy wprawdzie deklarowali zgodę, jednak twierdzili, że meczów nie da się dobrze rozplanować, co doprowadzało do upadku planów reaktywacji turnieju.
W 2009 r. Irlandia Północna, Szkocja i Walia, razem z Irlandią powołały do życia rozgrywki pod nazwą Turniej Czterech Związków. Jego pierwsza edycja zostanie rozegrana w 2011.

## Format rozgrywek
Drużyny grały systemem kołowym (każdy z każdym), jednak bez rewanżów, co oznacza, że jedna reprezentacja grała trzy mecze. Zespół, który był gospodarzem meczu w jednym roku, był gościem w następnym. Reprezentacje otrzymywały dwa punkty za zwycięstwo i jeden za remis. Za porażkę punktów nie przyznawano. To właśnie na ich podstawie tworzono tabelę. Drużyna, która po ostatniej kolejce zajmowała pierwsze miejsce (tj. miała najwięcej punktów) zostawała zwycięzcą turnieju. W 1956 wszystkie cztery reprezentacje zdobyły tyle samo punktów i zajęły ex aequo pierwsze miejsce. Aby uniknąć takich sytuacji w 1979 wprowadzono zasadę, że w przypadku równej liczby punktów o miejscu w tabeli decyduje różnica bramek zdobytych i straconych (drużyna z wyższą różnicą wyprzedzała tę z niższą). Jeśli różnica była taka sama, wówczas decydowała wyższa liczba zdobytych bramek.

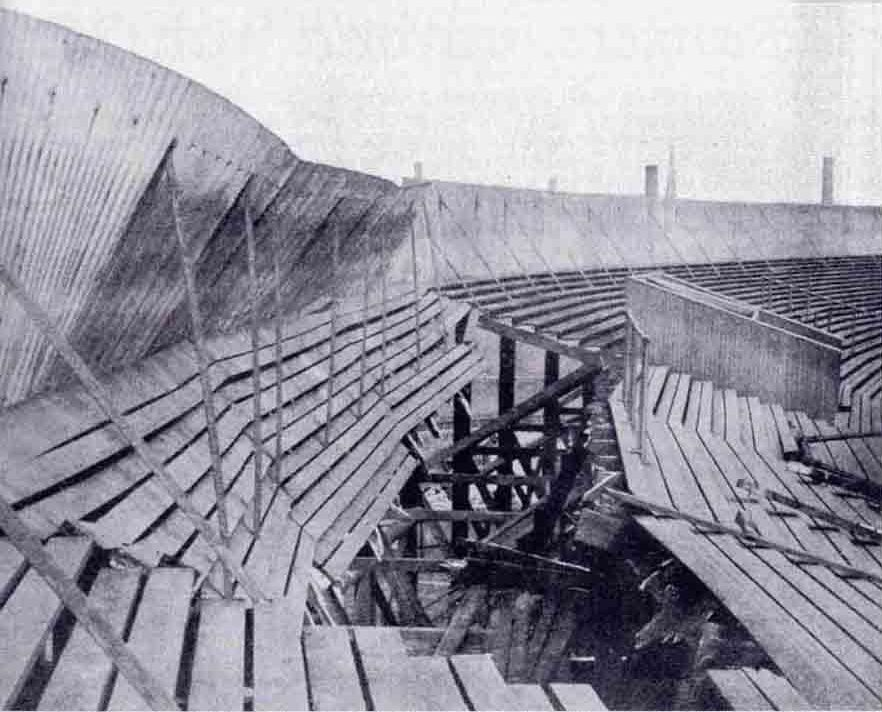
Zawalona trybuna stadionu Ibrox

## Zwycięzcy poszczególnych edycji
| 1884      | Szkocja                                    |
| 1885      | Szkocja                                    |
| 1886      | Szkocja i Anglia                           |
| 1887      | Szkocja                                    |
| 1888      | Anglia                                     |
| 1889      | Szkocja                                    |
| 1890      | Anglia i Szkocja                           |
| 1891      | Anglia                                     |
| 1892      | Anglia                                     |
| 1893      | Anglia                                     |
| 1894      | Szkocja                                    |
| 1895      | Anglia                                     |
| 1896      | Szkocja                                    |
| 1897      | Szkocja                                    |
| 1898      | Anglia                                     |
| 1899      | Anglia                                     |
| 1900      | Szkocja                                    |
| 1901      | Anglia                                     |
| 1902      | Szkocja                                    |
| 1903      | Anglia, Irlandia i Szkocja                 |
| 1904      | Anglia                                     |
| 1905      | Anglia                                     |
| 1906      | Anglia i Szkocja                           |
| 1907      | Walia                                      |
| 1908      | Anglia i Szkocja                           |
| 1909      | Anglia                                     |
| 1910      | Szkocja                                    |
| 1911      | Anglia                                     |
| 1912      | Anglia i Szkocja                           |
| 1913      | Anglia                                     |
| 1914      | Irlandia                                   |
| 1915–1919 | Nie rozgrywano z powodu I wojny światowej  |
| 1920      | Walia                                      |
| 1921      | Szkocja                                    |
| 1922      | Szkocja                                    |
| 1923      | Szkocja                                    |
| 1924      | Walia                                      |
| 1925      | Szkocja                                    |
| 1926      | Szkocja                                    |
| 1927      | Szkocja i Anglia                           |
| 1928      | Walia                                      |
| 1929      | Szkocja                                    |
| 1930      | Anglia                                     |
| 1931      | Anglia i Szkocja                           |
| 1932      | Anglia                                     |
| 1933      | Walia                                      |
| 1934      | Walia                                      |
| 1935      | Szkocja i Anglia                           |
| 1936      | Szkocja                                    |
| 1937      | Walia                                      |
| 1938      | Anglia                                     |
| 1939      | Anglia, Walia i Szkocja                    |
| 1940–1946 | Nie rozgrywano z powodu II wojny światowej |
| 1947      | Anglia                                     |
| 1948      | Anglia                                     |
| 1949      | Szkocja                                    |
| 1950      | Anglia                                     |
| 1951      | Szkocja                                    |
| 1952      | Walia i Anglia                             |
| 1953      | Szkocja i Anglia                           |
| 1954      | Anglia                                     |
| 1955      | Anglia                                     |
| 1956      | Anglia, Szkocja, Walia i Irlandia          |
| 1957      | Anglia                                     |
| 1958      | Anglia i Irlandia                          |
| 1959      | Irlandia i Anglia                          |
| 1960      | Szkocja, Anglia i Walia                    |
| 1961      | Anglia                                     |
| 1962      | Szkocja                                    |
| 1963      | Szkocja                                    |
| 1964      | Anglia, Szkocja i Irlandia                 |
| 1965      | Anglia                                     |
| 1966      | Anglia                                     |
| 1967      | Szkocja                                    |
| 1968      | Anglia                                     |
| 1969      | Anglia                                     |
| 1970      | Anglia, Walia i Szkocja                    |
| 1971      | Anglia                                     |
| 1972      | Szkocja i Anglia                           |
| 1973      | Anglia                                     |
| 1974      | Szkocja i Anglia                           |
| 1975      | Anglia                                     |
| 1976      | Szkocja                                    |
| 1977      | Szkocja                                    |
| 1978      | Anglia                                     |
| 1979      | Anglia                                     |
| 1980      | Irlandia Północna                          |
| 1981      | Szkocja                                    |
| 1982      | Anglia                                     |
| 1983      | Anglia                                     |
| 1984      | Irlandia Północna                          |

- Anglia – 54 razy (ostatni w 1983)
- Szkocja – 42 razy (ostatni w 1981)
- Walia – 12 razy (ostatni w 1970)
- Irlandia Północna – 8 razy (ostatni w 1984)

## Mecze pomiędzy "Home Nations" po 1984 roku
1985
- 27 lutego,  Irlandia Północna –  Anglia 0:1
- 27 marca,  Szkocja –  Walia 0:1
- 25 maja,  Szkocja –  Anglia 1:0
- 10 września,  Walia –  Szkocja 1:1
- 13 listopada,  Anglia –  Irlandia Północna 0:0

1986
- 23 kwietnia,  Anglia –  Szkocja 2:1
- 15 października,  Anglia –  Irlandia Północna 3:0

1987
- 1 kwietnia,  Irlandia Północna –  Anglia 0:2
- 23 maja,  Szkocja –  Anglia 0:0

1988
- 21 maja,  Anglia –  Szkocja 1:0

1989
- 27 maja,  Szkocja –  Anglia 0:2

1992
- 19 lutego,  Szkocja –  Irlandia Północna 1:0

1996
- 15 czerwca,  Anglia –  Szkocja 2:0

1997
- 27 maja,  Szkocja –  Walia 0:1

1999
- 13 listopada,  Szkocja –  Anglia 0:2
- 17 listopada,  Anglia –  Szkocja 0:1

2004
- 18 lutego,  Walia –  Szkocja 4:0
- 8 września,  Walia –  Irlandia Północna 2:2
- 9 października,  Anglia –  Walia 2:0

2005
- 26 marca,  Anglia –  Irlandia Północna 4:0
- 3 września,  Walia –  Anglia 0:1
- 7 września,  Irlandia Północna –  Anglia 1:0
- 8 października,  Irlandia Północna –  Walia 2:3

2007
- 6 lutego,  Irlandia Północna –  Walia 0:0

2008
- 20 sierpnia,  Szkocja –  Irlandia Północna 0:0

2009
- 14 listopada,  Walia –  Szkocja 3:0